# Перхуровы
Перху́ровы — дворянский род.
Восходит к концу XV века. Василий Фёдорович Перхуров был в конце XVII века стольником и стрелецким полковником.
Род Перхуровых внесён в VI часть родословных книг Московской, Тверской, Нижегородской, Новгородской и Тульской губерний.

## Описание гербов

#### Герб Перхуровых 1785 г.
В Гербовнике Анисима Титовича Князева имеется печать с гербом супруги Андрея Афанасьевича Перхурова. В щите, имеющем овальную форму, в серебряном поле, изображены серый молоток (вертикально) и крестообразно положенные бородками вверх коричневые ключи. Щит увенчан дворянской короной (без дворянского шлема). Справа и слева от щита изображены пальмовые ветви, соединённые внизу, и над ними изображены латинские первоначальные буквы фамилии и имени владелицы герба.

#### Герб. Часть VIII. № 81.
Щит, разделенный надвое, имеет голубую вершину малую, с изображением двух золотых крестов и серебряного полумесяца рогами вверх, а нижнюю серебряную половину пространную, в которой находится крепость красного цвета с растворенными воротами и двумя башнями, на которых поставлен, лев со шпагой в лапе, обращённый в правую сторону.
На щите дворянский коронованный шлем. Нашлемник: крестообразно шпага и две стрелы, остриями вверх. Намёт на щите красный, подложенный золотом.

## Известные представители
- Перхуров Федор Иванович — воевода в Чернавском остроге (1647)[3].
- Перхуров Василий Федорович — стряпчий (1676), стольник (1677).
- Перхуров Федор Борисович — стряпчий (1682), стольник (1690-1692)[4].